# كأس السوبر السعودي 2022
كأس بيرين للسوبر السعودي 2022 هي النسخة التاسعة من بطولة كأس السوبر السعودي لكرة القدم منذ انطلاقتها لأول مرة عام 2013، التي ينظمها الاتحاد السعودي لكرة القدم، بالتنظيم الجديد للبطولة اعتباراً من النسخة الحالية للموسم الرياضي 2021-22 بعدما اعتمد مجلس إدارة الاتحاد السعودي لكرة القدم يوم السبت 19 فبراير 2022 قرار مشاركة أربع فرق على كأس السوبر السعودي، وستُقام البطولة من 3 مباريات، مباراتي نصف النهائي والنهائي، وذلك على غرار بطولة كأس السوبر الإسباني التي لعبت في مدينة الرياض موسم 2019-20، يأتي هذا القرار من الاتحاد السعودي لكرة القدم بهدف رفع مستوى المنافسة من خلال توسيع قاعدة المشاركة في السوبر السعودي، ورفع القيمة التسويقية للبطولة بمشاركة بطل ووصيف كأس خادم الحرمين الشريفين وبطل ووصيف دوري كأس الأمير محمد بن سلمان للمحترفين، وفي حال تكرار الفرق الأربعة واللجوء إلى ترتيب أندية دوري كأس الأمير محمد بن سلمان للمحترفين. وسيقوم الاتحاد السعودي بتحديد موعد البطولة بالتنسيق مع الجهات ذات العلاقة والشركات الراعية وفقًا لروزنامة الموسم الرياضي، بمشاركة نادي الفيحاء بطل كأس خادم الحرمين الشريفين 2021، نادي الهلال بطل دوري كأس الأمير محمد بن سلمان للمحترفين 2021–22 ووصيف كأس خادم الحرمين الشريفين 2021، نادي الاتحاد وصيف دوري كأس الأمير محمد بن سلمان للمحترفين 2021–22، نادي النصر الذي حال ثالثًا في مسابقة دوري كأس الأمير محمد بن سلمان 2021–22.
أجريت مراسم قرعة كأس السوبر السعودي بنظامه الجديد في 24 ديسمبر 2022، وذلك باستوديوهات قناة الرياضية SSC بمدينة الرياض بحضور ممثلي الأندية المشاركة وأسفرت عن مواجهة الاتحاد مع النصر في نصف النهائي الأول، فيما يلتقي في نصف النهائي الثاني فريقا الفيحاء والهلال، وسيتم تحديد مواعيد المباريات والملاعب في وقت لاحق، علمًا بأن المسابقة ستقام بنظام التجمع بالرياض خلال الفترة من 24-29 يناير 2023، وستقام المباريات من دور نصف النهائي، بمباريات خروج المغلوب، وعند انتهاء الوقت الأصلي يخوض الفريقين ركلات ترجيح مباشرة، دون اللجوء إلى الأشواط الإضافية لتحديد الفريق المتأهل للنهائي.
أعلن الحساب الرسمي لبطولة كأس السوبر السعودي عن إطلاق جائزة جديدة في المباراة النهائية، ستحمل اسم الراحل شايع النفيسة، وسيحصل عليها اللاعب الحاسم على جائزة مالية قيمتها 50 ألف ريال سعودي. وآلية اختيار اللاعب الفائز بجائزة ويتحصل عليها لاعب من الفريق الفائز في المباراة، أو اللاعب الأكثر تهديفًا في المباراة، في حالة تساوي عدد الأهداف لأكثر من لاعب، تُعطى الجائزة لآخر لاعب سجل هدفًا لمصلحة فريقه.
أو يتم منح الجائزة لآخر لاعب مسجل من الفريق الفائز، في حال ضياع آخر ركلة يتم منح الجائزة لحارس مرمى الفريق الفائز.
في 29 يناير 2023 توج نادي الاتحاد لكرة القدم، بكأس السوبر السعودي للمرة الأولى في تاريخه، بعد أن كسب الفيحاء بهدفين دون رد، في المباراة النهائية للمسابقة، التي احتضنها ملعب الملك فهد الدولي في العاصمة الرياض بقيادة طاقم حكام اجنبي يقودهم الحكم الأرجنتيني فرناندو راباليني حكم المباراة، وسط حضور جماهيري كبير حيث بلغ عدد الجمهور 47 ألف متفرج، انضم فريق الاتحاد إلى سجل شرف أبطال كأس السوبر السعودي، وأصبح الاتحاد سادس فريق يحقق لقب السوبر السعودي، بعد الهلال الذي يتصدر سجل الأبطال بـ3، ثم النصر ثانياً بواقع لقبين، فيما حقق كلاً من الأهلي والشباب والفتح لقب واحداً.

## آلية المشاركة
اعتمد الاتحاد السعودي لكرة القدم يوم الإثنين 06 يونيو 2022 آلية جديدة للمشاركة الفرق في بطولة كأس السوبر السعودي والتي عادت تجري بين بطل كأس خادم الحرمين الشريفين وبطل دوري كأس الأمير محمد بن سلمان للمحترفين، إلا أنه تم تحديد الألية الجديدة بأن تكون بين أربعة أندية وهم بطل ووصيف كأس خادم الحرمين الشريفين، وبطل ووصيف دوري كأس الأمير محمد بن سلمان للمحترفين، على ان يلعب النهائي بين الفائز من نصف النهائي الأولى والفائز من نصف النهائي الثانية.
تم توزيع مباريات كأس السوبر السعودي وفق آليات معينة في حالة عدم تكرار فريق من الفرق الأربعة أو في حالة تكرارها على النحو التالي.

### الآلية الأولى
يتم اللجوء إلى تطبيق الآلية الأولى للمشاركة في بطولة كأس السوبر السعودي بعد اعتماد الاتحاد السعودي لكرة القدم مشاركة الفرق في المسابقة بالتنظيم الجديد في حال لم يتواجد تكرار من قبل فريق من الفرق الأربعة في مسمى بطل أو وصيف كأس خادم الحرمين الشريفين وبطل أو وصيف دوري كأس الأمير محمد بن سلمان للمحترفين وعليه يكون التوزيع مباريات نصف النهائي كالتالي.
| مباراة نصف النهائي الأولى                                                     | مباراة نصف النهائي الأولى | مباراة نصف النهائي الأولى | مباراة نصف النهائي الأولى | مباراة نصف النهائي الأولى |
| ----------------------------------------------------------------------------- | ------------------------- | ------------------------- | ------------------------- | ------------------------- |
| بطل دوري كأس الأمير محمد بن سلمان للمحترفين ضد وصيف كأس خادم الحرمين الشريفين |                           |                           |                           |                           |
| مباراة نصف النهائي الثانية                                                    |                           |                           |                           |                           |
| بطل كأس خادم الحرمين الشريفين ضد وصيف دوري كأس الأمير محمد بن سلمان للمحترفين |                           |                           |                           |                           |

### الآلية الثانية
يتم اللجوء إلى تطبيق الآلية الثانية للمشاركة في بطولة كأس السوبر السعودي إذا تكرار فريق واحد على الأقل من الفرق الأربعة في حمل مسمى بطل أو وصيف كأس خادم الحرمين الشريفين مع مسمى بطل أو وصيف دوري كأس الأمير محمد بن سلمان للمحترفين، في حال حدوث ذلك يتم استكمال الفريق أو الفريقين المشاركة باللجوء إلى ترتيب فرق دوري كأس الأمير محمد بن سلمان للمحترفين ومن ثم يتم إجراء قرعة مفتوحة وتكون آلية إقامة مباريات نصف النهائي كالتالي.
| مباراة نصف النهائي الأولى                                                             | مباراة نصف النهائي الأولى | مباراة نصف النهائي الأولى | مباراة نصف النهائي الأولى | مباراة نصف النهائي الأولى |
| ------------------------------------------------------------------------------------- | ------------------------- | ------------------------- | ------------------------- | ------------------------- |
| تلعب مباراة نصف النهائي الأولى بين الفريق رقم 1 في القرعة ضد الفريق رقم 2 في القرعة.  |                           |                           |                           |                           |
| مباراة نصف النهائي الثانية                                                            |                           |                           |                           |                           |
| تلعب مباراة نصف النهائي الثانية بين الفريق رقم 3 في القرعة ضد الفريق رقم 4 في القرعة. |                           |                           |                           |                           |

### التوزيع الجغرافي للأندية
في يوم الأثنين تاريخ 27 يونيو 2022 ومع نهاية الجولة (30) من دوري كأس الأمير محمد بن سلمان للمحترفين تحددت الفرق الاربعة المشاركة في بطولة السوبر السعودي، بالتنظيم الجديد للبطولة اعتباراً من النسخة الحالية 2022-23، بعد تحديد بطل دوري كأس الأمير محمد بن سلمان 2021–22، عندما توج فريق الهلال السعودي لكرة القدم بطل مسابقة الدوري على ملعب الملك فهد الدولي في العاصمة الرياض ورفع رصيده إلى 67 نقطة، وحال نادي الاتحاد في المركز الوصيف، الذي تعادل مع ضيفه الباطن من دون أهداف، ليرفع رصيده إلى 65 نقطة، فيما تحديد بطل ووصيف بطولة كأس خادم الحرمين الشريفين 2021–22 والتي انتهت بفوز نادي الفيحاء على حساب نادي الهلال في نهائي كأس خادم الحرمين الشريفين 2021 بركلات الترجيح، ليتم اللجوء الآلية الثانية في حال تكرار فريق واحد على الأقل من الفرق الأربعة حيث سيتم اللجوء لترتيب أندية الدوري مع إجراء قرعة مفتوحة نظراً لتكرار فريق الهلال، ويكون ترتيب الفرق في دوري كاس الأمير محمد ين سلمان هو العامل المحدد لرابع الفرق المشاركة في بطولة السوبر وهو نادي النصر عندما حل في الترتيب ثالثاً برصيد 62 نقطة.
حجز فريق نادي الفيحاء الأول لكرة القدم مكانه في كأس السوبر السعودي 2022-23 للمرة الأولى على الإطلاق في مسابقة السوبر حيث لم يسبق له ان واجه أي من الفرق المشاركة في بطولة السوبر، وبالرجوع لمواجهات الفيحاء مع الفرق المنافسة في ثمان مواجهات ستة منها في بطولة دوري كأس الأمير محمد بن سلمان ومواجهتين في بطولة كأس خادم الحرمين الشريفين في الموسم الرياضي 2021-22، فاز في مباراتين على الاتحاد والهلال خسر في مباراتين من الاتحاد والنصر وتعادل في مباراتين مع الهلال والنصر، في بطولة كأس خادم الحرمين الشريفين فاز على الاتحاد في نصف النهائي وتعادل مع الهلال في النهائي ويحتكم الفريقين لركلات الترجيح.
منذ انطلاقة بطولة السوبر السعودي عام 2013 تأهل نادي الهلال للنهائي السوبر 6 مرات تمكن من تحقيق 3 ألقاب منها كأكثر الفرق تحقيقاً للقب على حساب النصر والاتحاد والفيصلي (2015-2018-2021)، وتعتبر هذا النسخة من بطولة كأس السوبر سادس ظهور لنادي الهلال في المسابقة، بخصوص نادي الاتحاد يعتبر هذا ثالث ظهور حيث لم يتمكن من تحقيق أي لقب منها، فيما تمكن نادي النصر من تحقيق لقبين من أصل 3 بطولات سوبر شارك فيها (2019، 2020) على حساب التعاون ونادي الهلال على التوالي.
| الفرق        | طريقة التأهيل                                                                              | المشاركات السابقة (يشير الرقم والخط العريض لعدد/سنوات الفوز) | آخر ظهور             |
| ------------ | ------------------------------------------------------------------------------------------ | ------------------------------------------------------------ | -------------------- |
| نادي الفيحاء | بطل كأس خادم الحرمين الشريفين 2021–22                                                      | -                                                            | لايوجد               |
| نادي الهلال  | بطل دوري كأس الأمير محمد بن سلمان للمحترفين 2021–22 وصيف كأس خادم الحرمين الشريفين 2021–22 | 3 (2015، 2016، 2018، 2021، 2022)                             | بطل كأس السوبر 2021  |
| نادي الاتحاد | وصيف دوري كأس الأمير محمد بن سلمان للمحترفين 2021–22                                       | (2013، 2018)                                                 | وصيف كأس السوبر 2018 |
| نادي النصر   | المركز الثالث في دوري كأس الأمير محمد بن سلمان للمحترفين 2021–22                           | 2 (2015، 2020، 2021)                                         | بطل كأس السوبر 2020  |

### القرعة
|  | نصف النهائي                             | نصف النهائي |                                       |   | نهائي | نهائي |
|  |                                         |             |                                       |   |       |       |
|  | ملعب الملك فهد الدولي - 26 يناير 2023   |             |                                       |   |       |       |
|  |                                         |             |                                       |   |       |       |
|  | الاتحاد                                 | 3           |                                       |   |       |       |
|  | الاتحاد                                 | 3           | ملعب الملك فهد الدولي - 29 يناير 2023 |   |       |       |
|  | النصر                                   | 1           |                                       |   |       |       |
|  | النصر                                   | 1           | الاتحاد                               | 2 |       |       |
|  | ملعب الأمير فيصل بن فهد - 26 يناير 2023 |             | الاتحاد                               | 2 |       |       |
|  |                                         | الفيحاء     | 0                                     |   |       |       |
|  | الفيحاء                                 | الفيحاء     | 0                                     | 1 |       |       |
|  | الفيحاء                                 |             |                                       | 1 |       |       |
|  | الهلال                                  | 0           |                                       |   |       |       |
|  | الهلال                                  | 0           |                                       |   |       |       |

## المباريات
أجريت يوم السبت 24 ديسمبر 2022 مراسم قرعة كأس السوبر السعودي بنظامه الجديد 2023، وذلك باستوديوهات قناة SSC الرياضية بمدينة الرياض بحضور ممثلي الأندية المشاركة الفيحاء، الهلال، الاتحاد والنصر وأسفرت القرعة عن مواجهة الاتحاد مع نظيره النصر في نصف النهائي الأول، فيما سيلتقي في نصف النهائي الثاني فريقا الفيحاء والهلال، وعلى أن يتم تحديد مواعيد المباريات والملاعب في وقت لاحق، علمًا بأن المسابقة ستقام بنظام التجمع بالرياض خلال الفترة من 24-29 يناير 2023.

### نصف النهائي الأول
تمكن الاتحاد من تجاوز كتيبة النصر بقيادة البرتغالي كريستيانو رونالدو والبرازيلي أندرسون تاليسكا، بثلاثة أهداف مقابل هدف على ملعب الملك فهد الدولي ليصبح الطرف الثاني في نهائي كأس السوبر أمام الفيحاء الذي سبقه بالتأهل على حساب الهلال، تمكن الاتحاد السيطرة على مجريات الشوط الأول وغياب تام للنصر الذي تمكن من فرض سيطرته في مجريات الشوط الثاني، جاء الفوز الاتحادي بنفس الأسلوب الذي اعتاد عليه العميد من خلال استغلال التحولات الهجومية السريعة والاستفادة من الأخطاء النصراوية المتكررة، احرز رومارينهو في الدقيقة 14 هدف التقدم من هجمة مرتدة سددها في شباك حارس المرمى الجديد للنصر أغوستين روسي، وعاد روما ليقوم بدور الصانع بذات السيناريو لهدفين من عبد الرزاق حمد الله ومهند الشنقيطي، وسجل البرازيلي تاليسكا هدف النصر الوحيد في الدقيقة 67 من الشوط الثاني.
خسر النصر للمرة الأولى بحضور نجمه العالمي كريستيانو رونالدو الذي شكل أهم لقطاته في المباراة برأسية في الدقيقة 40 تصدى الحارس غروهي قبل دقائق من تسجيل الاتحاد هدفه الثاني عدا ذلك لم يستطع لاعبو النصر إيصال الكرات
فنيا تفوق البرتغالي نونو سانتو على نظيره رودي غارسيا من خلال الاختيار الصحيح للتشكيلة والقراءة الجيدة لنقاط الضعف في الجانب النصراوي الماثلة في جبهة الدفاع اليسرى بوجود مادو ولاجامي، إضافة لعجز وسط النصر عن صناعة الفرص للمهاجمين.
وتسبب إبعاد تاليسكا في ضعف المبادرات القوية على مرمى غروهي. في الجانب المقابل كانت الهجمة المرتدة سلاحا فعالاً نفذه لاعبو فريق نادي الاتحاد بتناغم واضح بين رومارينهو وكورنادو وبرونو إلى جانب العبود والمساندة الطرفية من زكريا هوساوي ومهند شنقيطي وحاول مدرب النصر تدارك الأمور مع بداية الشوط الثاني بدخول كونان وغريب والصليهم قبل أن يضيف لهم ماشاريبوف لكن ثمة أمرا لم يتغير وهو ضعف التركيز ما جعل الاتحاد يواصل الجودة والإنتاجية تاركا للنصر الاستحواذ والسيطرة السلبية، وفي النهاية تأهل الاتحاد نتيجة استثماره لتفاصيل المباراة.
| الاتحاد | 3 - 1 | النصر                                              |
| --- | ----- | -------------------------------------------------- |
| رومارينيو 15' · عبد الرزاق حمد الله 43' 83' · زكريا هوساوي 76' · عبد العزيز البيشي 1+90' · حمدان الشمراني 2+90' · مهند الشنقيطي 3+90' | تقرير | 27' سامي النجعي · 45+1' لويس غوستافو · 67' تاليسكا |

| الاتحاد | النصر |

| GK         | 34 | مارسيلو غروهي       |     |       |
| LB         | 12 | زكريا هوساوي        | 80' |       |
| CB         | 26 | أحمد حجازي          |     |       |
| CB         | 20 | أحمد شراحيلي        |     |       |
| RB         | 13 | مهند الشنقيطي       |     |       |
| DM         | 3  | طارق حامد           |     |       |
| DM         | 19 | برونو هنريكي        |     |       |
| LM         | 10 | إيغور كورونادو      |     | 81'   |
| AM         | 24 | عبد الرحمن العبود   |     | 71'   |
| RM         | 90 | رومارينيو           |     | 90+7' |
| FW         | 9  | عبد الرزاق حمد الله |     |       |
| البدلاء:   |    |                     |     |       |
| GK         | 21 | عبد الله الجدعاني   |     |       |
| LB         | 95 | أحمد بامسعود        |     |       |
| CB         | 5  | عمر هوساوي          |     | 90+7' |
| RB         | 27 | حمدان الشمراني      |     | 80'   |
| RB         | 33 | مد الله العليان     |     |       |
| DM         | 14 | عوض الناشري         |     |       |
| LW         | 11 | عبد العزيز البيشي   |     | 71'   |
| SS         | 80 | محمد الصيعري        |     |       |
| FW         | 70 | هارون كمارا         |     | 81'   |
| المدرب:    |    |                     |     |       |
| نونو سانتو |    |                     |     |       |

| GK          | 22 | أغوستين روسي         |  |     |
| LB          | 78 | علي لاجامي           |  |     |
| CB          | 3  | عبد الله مادو        |  | 46' |
| CB          | 5  | عبد الإله العمري     |  |     |
| RB          | 2  | سلطان الغنام         |  | 56' |
| DM          | 17 | عبد الله الخيبري     |  | 87' |
| DM          | 18 | لويس غوستافو         |  |     |
| LM          | 14 | سامي النجعي          |  | 46' |
| AM          | 94 | تاليسكا              |  |     |
| RW          | 10 | بيتي مارتينيز        |  | 46' |
| SS          | 7  | كريستيانو رونالدو    |  |     |
| البدلاء:    |    |                      |  |     |
| GK          | 44 | نواف العقيدي         |  |     |
| CB          | 4  | محمد آل فتيل         |  |     |
| RB          | 12 | نواف بوشل            |  | 56' |
| LB          | 13 | جيسلان كونان         |  | 46' |
| DM          | 19 | علي الحسن            |  |     |
| CM          | 8  | عبد المجيد الصليهم   |  | 46' |
| LW          | 29 | عبد الرحمن غريب      |  | 46' |
| AM          | 23 | أيمن يحيى            |  |     |
| RW          | 77 | جلال الدين ماشاريبوف |  | 87' |
| المدرب:     |    |                      |  |     |
| رودي غارسيا |    |                      |  |     |

| رجل المباراة: رومارينيو (لاعب نادي الاتحاد). الحكام المساعدون: جان دي فريز (اتحاد هولندا لكرة القدم) هيسيل ستيجسترا (اتحاد هولندا لكرة القدم) الحكم الرابع: محمد الهويش (الاتحاد السعودي لكرة القدم) حكم الفيديو المساعد: روب ديبرينك (اتحاد هولندا لكرة القدم) مساعد حكم الفيديو المساعد: فيصل القحطاني (الاتحاد السعودي لكرة القدم) | قواعد المباراة - تقام المسابقة من مباراة واحدة بطريقة خروج المغلوب. - مدة المباراة 90 دقيقة مقسمة إلى شوطين مدة كل شوط 45 دقيقة. - في حال استمرار التعادل يتم اللجوء إلى ركلات جزاء ترجيحية - تواجد تسعة لاعبين على قائمة البدلاء، يمكن استفادة بخمسة بدائل كحد أقصى. |

### نصف النهائي الثاني
تجاوز فريق الفيحاء الأول لكرة القدم نظيره الهلال في نصف نهائي كاس السوبر السعودي بعد فوزه بهدف دون مقابل في اللقاء الذي جمع بينهما على ملعب الأمير فيصل بن فهد في الرياض وتأهل إلى النهائي في انتظر تحديد الطرف الثاني من مباراة نصف النهائي الأول بين (نادي الاتحاد ونادي النصر في ملعب الملك فهد الدولي في الرياض)، هذه هي المرة الثانية التي ينتصر فيها الفيحاء على الهلال في مباريات خروج المغلوب حيث تمكن من تحقيق لقب كأس خادم الحرمين الشريفين الموسم الماضي، والمرة الثالثة التي يتغلب فيها الفيحاء على الهلال بقيادة الارجنتيني رامون دياز، تمكن الفيحاء من احراز هدف المباراة الوحيد عن طريق مهاجمه البرازيلي باولينيو في الدقيقة 21 من الشوط الأول، بالاضافة إلى تألق حارس المرمى الصربي فلاديمير ستويكوفيتش الذي نجح في إنقاذ مرماه من الكثير من الحاولة الهلالية، كانت اهم فرص الهلال لإحراز هدف التعادل عندما تمكن عبدالله الحمدان من الحصول على ركلة جزاء بعد تعرضه لعرقله داخل منطقة الجزاء تقدم لها اللاعب سالم الدوسري للتسديد كرة ارضية اقصى الجهة اليمنى لكن ارتطمت بالقائم الايمن، بالرغم من كثرة المحاولات الهجومية بدخول كلا من موسى ماريغا، لوسيانو فييتو وميشائيل ديلغادو لم يتمكن الهلال من التسجيل وانتهت المباراة بهذه النتيجة ويتأهل الفيحاء إلى نهائي السوبر السعودي.
| الفيحاء                                                         | 1 - 0 | الهلال                                                   |
| --------------------------------------------------------------- | ----- | -------------------------------------------------------- |
| باولينيو 21' 81' · فلاديمير ستويكوفيتش 27' · سامي الخيبري 5+90' | تقرير | 27' سالم الدوسري · 67' علي البليهي · 68' سعود عبد الحميد |

| الفيحاء | الهلال |

| GK           | 88 | فلاديمير ستويكوفيتش |     |     |  |
| CB           | 3  | بندر ناصر           |     |     |  |
| CB           | 4  | سامي الخيبري        |     |     |  |
| CB           | 22 | محمد البقعاوي       |     |     |  |
| LM           | 80 | أسامة الخلف         |     |     |  |
| CM           | 37 | ريكاردو             |     |     |  |
| CM           | 18 | باولينيو            | 88' |     |  |
| RM           | 6  | سعود زيدان          |     | 68' |  |
| LW           | 10 | فيكتور رويز         |     | 76' |  |
| CF           | 9  | أنطوني نواكايمي     |     | 46' |  |
| RW           | 27 | سلطان مندش          |     | 88' |  |
| البدلاء:     |    |                     |     |     |  |
| GK           | 1  | مسلم الفريج         |     |     |  |
| CB           | 98 | مهند القيضي         |     | 68' |  |
| CM           | 16 | علي النمر           |     |     |  |
| LB           | 17 | عبد الله الشامخ     |     | 88' |  |
| MF           | 7  | ألكسندر ترايكوفسكي  |     |     |  |
| CM           | 8  | عبد الرحمن السفري   |     | 76' |  |
| RW           | 26 | علي الزقعان         |     | 88' |  |
| FW           | 23 | ميلان بافكوف        |     | 46' |  |
| FW           | 19 | محمد مجرشي          |     |     |  |
| المدرب:      |    |                     |     |     |  |
| فوك راشوفيتش |    |                     |     |     |  |

| GK         | 1  | عبد الله المعيوف |  |     |
| LB         | 16 | ناصر الدوسري     |  |     |
| CB         | 5  | علي البليهي      |  |     |
| CB         | 20 | جانغ هيون سو     |  |     |
| RB         | 66 | سعود عبد الحميد  |  |     |
| CM         | 28 | محمد كنو         |  | 46' |
| DM         | 6  | غوستافو كويلار   |  |     |
| CM         | 19 | أندريه كاريو     |  |     |
| LW         | 29 | سالم الدوسري     |  |     |
| CF         | 11 | صالح الشهري      |  | 76' |
| RW         | 14 | عبد الله الحمدان |  | 68' |
| البدلاء:   |    |                  |  |     |
| GK         | 21 | محمد العويس      |  |     |
| LB         | 42 | معاذ فقيهي       |  |     |
| CB         | 70 | محمد جحفلي       |  |     |
| CB         | 4  | خليفة الدوسري    |  |     |
| CM         | 43 | مصعب الجوير      |  |     |
| DM         | 57 | ناصر الهدهود     |  |     |
| RW         | 97 | ميشائيل ديلغادو  |  | 68' |
| SS         | 10 | لوسيانو فييتو    |  | 76' |
| SS         | 17 | موسى ماريغا      |  | 46' |
| المدرب:    |    |                  |  |     |
| رامون دياز |    |                  |  |     |

| رجل المباراة: فيكتور رويز (لاعب نادي الفيحاء). الحكام المساعدون: توماش ليستكيويتش (اتحاد بولندا لكرة القدم) آدم كوسيك (اتحاد بولندا لكرة القدم) الحكم الرابع: سامي الجريس (الاتحاد السعودي لكرة القدم) حكم الفيديو المساعد: دانيال ستيفانسكي (اتحاد بولندا لكرة القدم) مساعد حكم الفيديو المساعد: ياسر السلطان (الاتحاد السعودي لكرة القدم) | قواعد المباراة - تقام المسابقة من مباراة واحدة بطريقة خروج المغلوب. - مدة المباراة 90 دقيقة مقسمة إلى شوطين مدة كل شوط 45 دقيقة. - في حال استمرار التعادل يتم اللجوء إلى ركلات جزاء ترجيحية - تواجد تسعة لاعبين على قائمة البدلاء، يمكن استفادة بخمسة بدائل كحد أقصى. |

### النهائي
احتضن "درّة الملاعب" معلب الملك فهد الدولي نهائيين في السوبر، هذا المباراة هي ثالث نهائي يحتضنهم درة الملعب، في 28 يناير 2023 عُقِدَ في الرياض الاجتماع الفني لنهائي كأس بيرين للسوبر السعودي، حيث تمت مناقشة كافة الأمور التنظيمية المتعلقة بالمباراة اختار نادي الاتحاد الطقم الاساسي "الاصفر" المقلم بالاسود فيما يشارك نادي الفيحاء بطقم الثالث للفريق باللون الرمادي. يقود اللقاء النهائي الحكم الأرجنتيني فيرناندو رباليني حكمًا الساحة. بالاضافة لحكام مساعدين من نفس الجنسية وحكم رابع مساعد حكم تقنية فيديو سعوديين. أي ما كان الفريق الفائز بالمباراة ستكون البطولة الأولى له في بطولات السوبر، حسب الفقرة (7) من المادة مادة (15) الإجراءات الفنية في المباريات الرسمية من لائحة المسابقات تكون نسبة جماهير النسبة 50 % للفريقان في نهائي كأس خادم الحرمين الشريفين ونهائي كأس السوبر السعودي مالم يتفق الفريقان على غير ذلك.
نجح النجم المغربي عبد الرزاق حمد الله في تتويج الاتحاد بلقب كأس السوبر السعودي لكرة القدم للمرة الأولى في تاريخه، في بطولة كأس السوبر السعودي 2022. حين قاد الاتحاد لتحقيق الانتصار على الفيحاء بإحراز بهدفين من دون رد، وجمع بين جائزة أفضل لاعب في المباراة وجائزة شايع النفيسة للاعب الحاسم بتسجيل (3) في البطولة.
| الاتحاد                                                                   | 2 - 0 | الفيحاء               |
| ------------------------------------------------------------------------- | ----- | --------------------- |
| عبد الرزاق حمد الله 3' 48' · إيغور كورونادو 30' · عبد الرحمن العبود 3+45' | تقرير | 24' عبد الرحمن السفري |

| الاتحاد | الفيحاء |

| GK         | 34 | مارسيلو غروهي       |       |  |  |
| LB         | 12 | زكريا هوساوي        | 90+4' |  |  |
| CB         | 26 | أحمد حجازي          |       |  |  |
| CB         | 20 | أحمد شراحيلي        |       |  |  |
| RB         | 13 | مهند الشنقيطي       | 90+3' |  |  |
| DM         | 3  | طارق حامد           |       |  |  |
| DM         | 19 | برونو هنريكي        |       |  |  |
| LM         | 10 | إيغور كورونادو      | 90+2' |  |  |
| AM         | 24 | عبد الرحمن العبود   | 61'   |  |  |
| RM         | 90 | رومارينيو           | 77'   |  |  |
| FW         | 9  | عبد الرزاق حمد الله |       |  |  |
| البدلاء:   |    |                     |       |  |  |
| GK         | 21 | عبد الله الجدعاني   |       |  |  |
| LB         | 95 | أحمد بامسعود        |       |  |  |
| CB         | 5  | عمر هوساوي          |       |  |  |
| RB         | 27 | حمدان الشمراني      | 90+4' |  |  |
| RB         | 33 | مد الله العليان     | 90+3' |  |  |
| DM         | 14 | عوض الناشري         | 90+2' |  |  |
| LW         | 11 | عبد العزيز البيشي   | 77'   |  |  |
| SS         | 80 | محمد الصيعري        |       |  |  |
| FW         | 70 | هارون كمارا         | 61'   |  |  |
| المدرب:    |    |                     |       |  |  |
| نونو سانتو |    |                     |       |  |  |

| GK           | 88 | فلاديمير ستويكوفيتش |     |  |  |
| CB           | 3  | بندر ناصر           | 83' |  |  |
| CB           | 4  | سامي الخيبري        |     |  |  |
| CB           | 22 | محمد البقعاوي       |     |  |  |
| LM           | 26 | علي الزقعان         | 46' |  |  |
| CM           | 37 | ريكاردو             |     |  |  |
| CM           | 18 | باولينيو            |     |  |  |
| RM           | 8  | عبد الرحمن السفري   | 24' |  |  |
| LW           | 10 | فيكتور رويز         | 56' |  |  |
| FW           | 23 | ميلان بافكوف        | 55' |  |  |
| RW           | 27 | سلطان مندش          | 62' |  |  |
| البدلاء:     |    |                     |     |  |  |
| GK           | 1  | مسلم الفريج         |     |  |  |
| CB           | 2  | مخير الرشيدي        |     |  |  |
| CB           | 98 | مهند القيضي         | 62' |  |  |
| CM           | 16 | علي النمر           |     |  |  |
| LB           | 17 | عبد الله الشامخ     | 83' |  |  |
| MF           | 7  | ألكسندر ترايكوفسكي  |     |  |  |
| CM           | 6  | سعود زيدان          | 55' |  |  |
| RW           | 80 | أسامة الخلف         | 46' |  |  |
| FW           | 19 | محمد مجرشي          | 56' |  |  |
| المدرب:      |    |                     |     |  |  |
| فوك راشوفيتش |    |                     |     |  |  |

| رجل المباراة: عبد الرزاق حمد الله. الحكام المساعدون: جون بابلو بيلاتي (اتحاد الأرجنتين لكرة القدم) دييغو بونفا (اتحاد الأرجنتين لكرة القدم) الحكم الرابع: خالد الطريس (الاتحاد السعودي لكرة القدم) حكم الفيديو المساعد: ماورو فيجليانو (اتحاد الأرجنتين لكرة القدم) مساعد حكم الفيديو المساعد: محمد العبكري (الاتحاد السعودي لكرة القدم) | قواعد المباراة - تقام المسابقة من مباراة واحدة بطريقة خروج المغلوب. - مدة المباراة 90 دقيقة مقسمة إلى شوطين مدة كل شوط 45 دقيقة. - في حال استمرار التعادل يتم اللجوء إلى ركلات جزاء ترجيحية - تواجد تسعة لاعبين على قائمة البدلاء، يمكن استفادة بخمسة بدائل كحد أقصى. - يحصل الفريق الفائز في المباراة على كأس السوبر السعودي وقيمة مالية (2 ميلون) ريال سعودي بالاضافة إلى (55) ميدالية ذهبية. - يحصل الفريق الوصيف على (55) ميدالية فضية. |

### البطل
أنهى اتحاد جدة "عقدة" كأس السوبر من خلال فوزه باللقب للمرة الأولى في تاريخ مشاركاته في البطولة، إذ كان قد خسر في مناسبتين من أمام نادي الفتح في كأس السوبر السعودي 2013 ونادي الهلال في كأس السوبر السعودي 2018. فيما يعد اللقب هو الأول للمدرب البرتغالي نونو سانتو مع اتحاد جدة، منذ توليه المهام الفنية للفريق في يوليو 2022.
| كأس السوبر السعودي 2023 |
| ----------------------- |
| الاتحاد اللقب الأول     |
|                         |

### أفضل الهدافين وصناع تمريرات حاسمة
| م | المركز | اسم اللاعب          | النادي  | الأهداف | صناعة تمريرة حاسمة | صناعة تمريرة حاسمة | صناعة تمريرة حاسمة | صناعة تمريرة حاسمة |   |
| - | ------ | ------------------- | ------- | ------- | ------------------ | ------------------ | ------------------ | ------------------ | - |
| 1 | FW     | عبد الرزاق حمد الله | الاتحاد | 3       | رومارينيو          | 2                  | إيغور كورونادو     | 1                  |   |
| 2 | FW     | باولينيو            | الفيحاء | 1       | فيكتور رويز        | 1                  | —                  | —                  | — |
| 2 | RM     | رومارينيو           | الاتحاد | 1       | عبد الرحمن العبود  | 1                  | —                  | —                  | — |
| 2 | AM     | تاليسكا             | النصر   | 1       | لويس غوستافو       | 1                  | —                  | —                  | — |
| 2 | RB     | مهند الشنقيطي       | الاتحاد | 1       | رومارينيو          | 1                  | —                  | —                  | — |